# Guido Geerts
Guido Geerts (Leuven, 5 mei 1935) is een Vlaams taalkundige en emeritus hoogleraar aan de Katholieke Universiteit Leuven.

## Levensloop
Als jonge taalkundige werkte Guido Geerts mee aan het Woordenboek der Nederlandsche Taal, een historisch woordenboek dat de Nederlandse woorden vanaf 1500 beschrijft. Later werd hij hoofdredacteur van de Grote Van Dale en bezorgde de 11e, 12e en 13e editie van het woordenboek. Hij werkte ook mee aan de Algemene Nederlandse Spraakkunst en zat de commissie voor die in opdracht van de Taalunie tussen 1990 en 1994 de spelling-Geerts ontwierp, een sterk vereenvoudigde, algoritmische, "konsekwente" spelling van het Nederlands die uiteindelijk niet ingevoerd werd. Hij ijvert als taalpoliticus voor het gebruik van de Algemeen Nederlandse norm in Vlaanderen.
Hij was ook:
- redacteur van Leuvense Bijdragen
- jurylid van het Groot Dictee der Nederlandse Taal (1991-1994)
- voorzitter van de Commissie voor filologie van het Nationaal Fonds voor Wetenschappelijk Onderzoek
- lid van de Raad voor de Nederlandse Taal en Letteren van de Taalunie

- Bibliothèque nationale de France: cb120339050 (data)
- Gemeinsame Normdatei: 123822270
- International Standard Name Identifier: 0000 0000 8129 8005
- Library of Congress Control Number: n80053195
- Nationale Bibliotheek van Tsjechië: mub2012734103
- Nationale Bibliotheek van Israël: 987007272935605171
- Nederlandse Thesaurus van Auteursnamen: 068848358
- Système universitaire de documentation: 028519175
- Virtual International Authority File: 51705908
- WorldCat: E39PBJtX44W8fG6xPvkRVv6BT3